# Sherp
Sherp – rosyjsko-ukraiński wszędołaz-amfibia.
Projekt pojazdu został przedstawiony w 2012 na podstawie patentu opracowanego przez Siergieja Garagaszjana. Debiut pojazdu miał miejsce na wystawie crossoverów i samochodów terenowych Moscow Off-Road Show 2015. Od 2015 był produkowany seryjnie w wersji Standard. Na początku 2017 roku, po wprowadzeniu wielu udoskonaleń i poprawie wyglądu rozpoczęto produkcję wersji PRO, która zastąpiła wersję Standard. W lutym 2018 rozszerzono seryjną produkcję o wersję Pickup.
Konstrukcja pojazdu umożliwia poruszanie się po każdym rodzaju podłoża - zarówno grząskich terenach, skałach, piaskach jak i po lodzie i po wodzie. Podwozie Sherpa jest szczelnie zamknięte, wykonane z blachy opancerzonej. Ważnym elementem pojazdu są niskociśnieniowe, bezdętkowe opony o wymiarach 1600 х 600 х 25 mm w których zastosowano unikalny system pompowania spalinami. Kierowca pojazdu ma możliwość w prosty sposób w trakcie jazdy dostosowywać ciśnienie w oponach do pokonywanego terenu. Sherp pokonuje przeszkody o wysokości do 70cm. Posiada 58-litrowy zbiornik paliwa i 4-cylindrowy silnik Diesla Kubota V1505-t o mocy 44 KM, którego moc jest przekazywana na wszystkie cztery koła za pomocą pięciobiegowej skrzyni biegów. Sherp nie ma klasycznej przekładni kierowniczej – skręcanie możliwe jest (podobnie jak w czołgach) poprzez oddzielną regulację prędkości kół na każdej ze stron.  
Pojazd testowany był m.in. na Półwyspie Kolskim, syberyjskiej tajdze oraz na bagniskach Jugry. 